# Conseil presbytéral
Le Conseil presbytéral (latin consilium presbyterale) est une structure de gestion dans diverses Églises chrétiennes. Dans l'Église catholique, il est un organe consultatif de l'évêque dont les membres sont en partie élus et en partie désignés.

## Chez les catholiques
Il s'agit d'un conseil de l'évêque diocésain, composé de prêtres choisis parmi le presbytérium, selon des modalités diverses en fonction des usages des différents diocèses. Les normes générales du conseil presbytéral sont définies par le Code de droit canonique de 1983, à partir du canon 495.
Selon le droit canonique, il est tamquam senatus, « en quelque sorte le sénat de l'évêque », qui représente le collège des prêtres du diocèse et conseille et assiste l'évêque dans la gestion du diocèse.
Le fondement de ce conseil est la participation de l'évêque et des prêtres au même ministère sacerdotal. Le Concile Vatican II avait exprimé ce lien dans son décret Presbyterorum ordinis sur le ministère et la vie des prêtres : « Tous les prêtres, en union avec les évêques, participent à l’unique sacerdoce et à l’unique ministère du Christ ; c’est donc l’unité même de consécration et de mission qui réclame leur communion hiérarchique avec l’ordre des évêques ».
Un conseil presbytéral doit obligatoirement exister dans chaque diocèse et doit se doter de statuts, dans le cadre de ce que la conférence épiscopale régionale prescrit, et qui doivent être approuvés par l'évêque diocésain. Il est composé pour moitié environ de membres élus par les prêtres, auxquels s'ajoutent des membres nés en raison de leur fonction et quelques prêtres librement nommés par l'évêque diocésain. Le président du conseil presbytéral est l'évêque, le conseil presbytéral élit un porte-parole. Le conseil presbytéral n'a qu'un droit de vote consultatif. L'évêque est obligé de le consulter pour toutes les affaires d'importance majeure (CIC can. 500 § 2). La durée du mandat est fixée dans les statuts, mais il doit y avoir un changement d'au moins d'une partie des membres tous les cinq ans. En cas de divergences sérieuses, l'évêque a le droit de dissoudre le conseil presbytéral et de le reconstituer dans un délai d'un an. En cas de vacance du siège épiscopal, le conseil presbytéral cesse d'exister (CIC can. 501).

## Chez les réformés et les luthériens
Il s'agit d'un conseil de membres élus d'une communauté, qui assure avec le pasteur la gouvernance de l'Eglise locale. Le conseil est présidé par un président élus
Les Églises baptistes ou pentecôtistes ne parlent pas de conseil presbytéral, mais de conseil d'église.